# NFC Tag

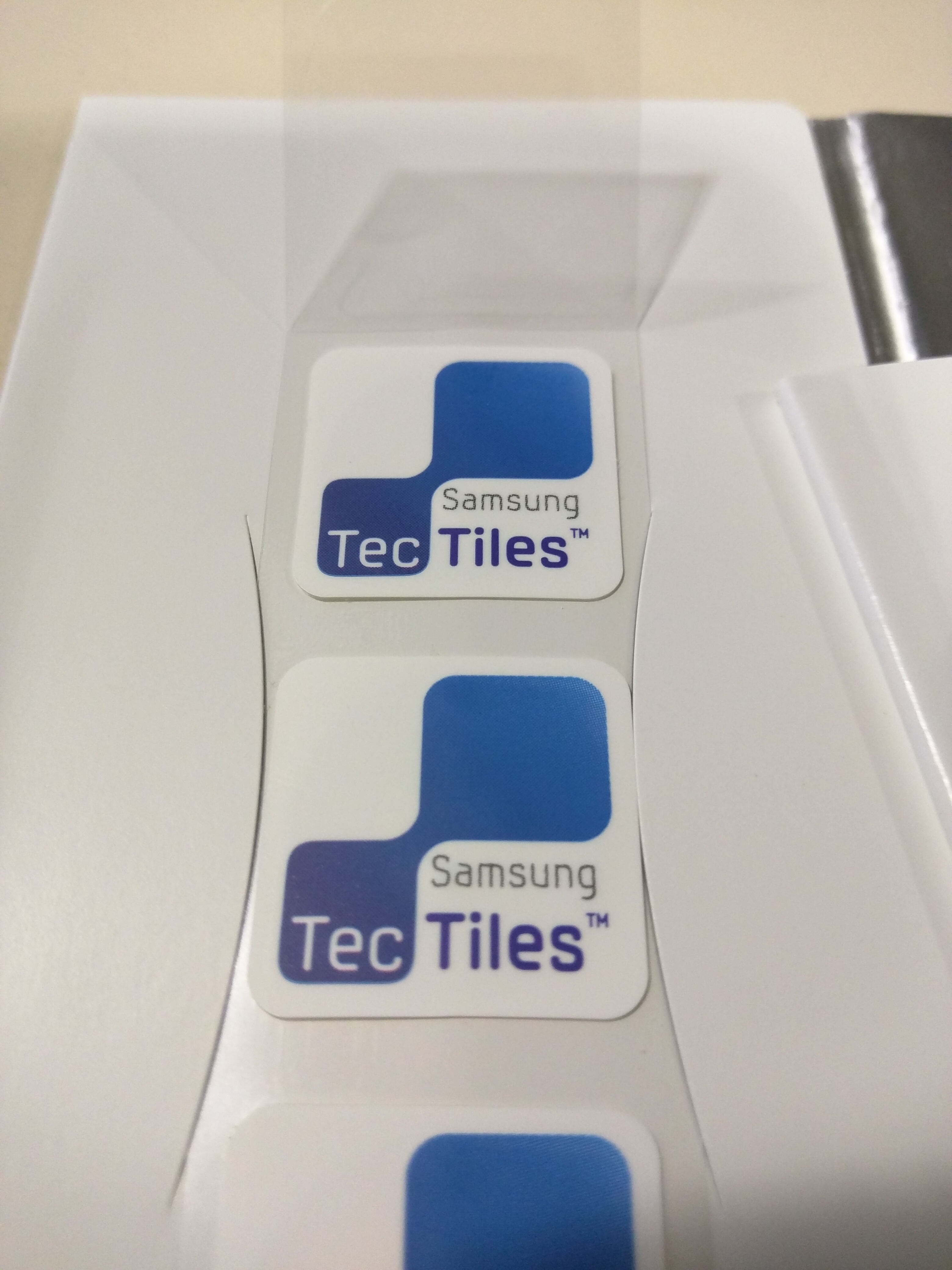
Naklejki NFC "TecTiles"

NFC Tag – naklejka lub brelok posiadający moduł NFC umożliwiający uruchamianie poleceń, skrótów czy makr na obsługujących je smartfonach. 
Pierwsze naklejki wyprodukował Samsung (pod nazwą TecTile). Każdy moduł jest wielorazowego użytku – można je wielokrotnie przeprogramowywać. Służą do tego m.in. łatwe w obsłudze programy z interfejsem graficznym uruchamiane np. na smartfonach.
Tag NFC są urządzeniami pasywnymi, działają bez własnego zasilania i są uzależnione od aktywnego urządzenia, aby wejść w zasięg przed aktywacją. Kompromis polega na tym, że urządzenia te naprawdę nie mogą wykonywać żadnego własnego przetwarzania, zamiast tego są po prostu używane do przesyłania informacji do aktywnego urządzenia, takiego jak smartfon.
Naklejki komunikują się przy użyciu standardów bezprzewodowych ISO 14443 typu A i B, który jest międzynarodowym standardem dla bezstykowych kart inteligentnych, stosowanych w wielu systemach transportu publicznego. Właśnie dlatego urządzenia NFC mogą być używane z istniejącymi technologiami bezstykowymi, takimi jak punkty płatności kartą. Obwody te są precyzyjnie dostrojone do określonej częstotliwości, co zwiększa wrażliwość urządzenia na częstotliwości ładowania.  Pozwala to na maksymalny transfer energii przez powietrze.  Po włączeniu znacznika może on synchronizować i wysyłać dane z częstotliwością transmisji NFC 13,56 MHz z szybkością 106, 212 lub 424 Kb / s, podobnie jak zwykła komunikacja NFC między telefonami lub innymi większymi urządzeniami.
Dostępnych jest wiele różnych typów tagów, z których każdy oferuje różne poziomy przechowywania i prędkości przesyłania. Typy znaczników 1 i 2 mają pojemność od zaledwie 48 bajtów do 2 kilobajtów danych i mogą przesyłać te informacje z szybkością zaledwie 106 kbit / s.